# واين إلينغتون
واين إلينغتون (بالإنجليزية: Wayne Ellington)‏ مواليد 29 نوفمبر 1987، هو لاعب كرة سلة أمريكي يلعب مع فريق لوس أنجلوس ليكرز في الرابطة الوطنية لكرة السلة ويحمل الرقم 2. يبلغ طوله 6 قدم 4 بوصة (1.9 م).

## فرق لعب لها
- مينيسيوتا تيمبر وولفز
- ميمفيس غريزليس
- لوس أنجلوس ليكرز

## روابط خارجية
- واين إلينغتون على موقع إن بي أي (الإنجليزية)
- واين إلينغتون على موقع سبورتس رفرنس (الإنجليزية)
- واين إلينغتون على موقع كرة السلة الأوروبية.كوم (الإنجليزية)
- واين إلينغتون على موقع إي إس بي إن.كوم (الإنجليزية)
- واين إلينغتون على موقع كلية كرة السلة في سبورتس رفرنس.كوم (الإنجليزية)
- واين إلينغتون على موقع ريلجم (الإنجليزية)
- واين إلينغتون على موقع بروبوليرز (الإنجليزية)
- واين إلينغتون على موقع سبورتس رفرنس (الإنجليزية)